# Michel Jamar
Michel Jamar (Bar-le-Duc, 9 février 1911 - Nancy, 9 novembre 1997) est un graveur, illustrateur, sculpteur et céramiste français. Il est surtout notable pour ses gravures sur bois et ex-libris.

## Biographie
Michel Jamar naît à Bar-le-Duc le 9 février 1911,.
Il s'intéresse très tôt à l'illustration et à la gravure sur bois, admirant celles de L'Illustration et des Images d'Épinal.
Il devient l'élève de Victor Prouvé à l'École des Beaux-Arts de Nancy,. Il apprend de lui la pratique de la peinture, de la sculpture, de la céramique et de la gravure au burin, mais se spécialise dans la gravure sur bois, technique avec laquelle « il donne naissance à des œuvres des plus originales »,.
Il est aussi un important concepteur d'ex-libris et d'illustrations pour livres. Son style est proche de Roger Vieillard et Jean Émile Laboureur.
En 1981, Michel Jamar obtient le grand prix de la gravure sur bois de l'Académie des beaux-arts. En 1992, à l'occasion d'une rétrospective de Jacques Callot, il reçoit un prix spécial pour l'« ensemble de son œuvre gravé inspiré par J. Callot ».
En 1995, il fait don de nombreuses œuvres à la bibliothèque municipale de Nancy, constitué d'environ 300 dessins, estampes et ex-libris. L'institution organise une exposition de ses œuvres la même année.
Michel Jamar meurt le 9 novembre 1997.
En 2012, la veuve et le fils de Michel Jamar font à leur tour don du fonds d’atelier de son père à la bibliothèque municipale de Nancy,. Aux œuvres sur papier et matrice (plus de 5300 dessins, 450 matrices, plus de 1000 estampes et 1 mètres linéaire d’archives) s'ajoutent les outils et sa presse à taille-douce, qui est depuis exposée à l'entrée de la bibliothèque.

## Œuvre

### Illustrations notables
- Le Chevalier Au Lion de Chrétien de Troyes (Editions vialetay, 1957).
- Poêmes d'Arthur Rimbaud (Éditions de France, 1960).
- La Mort du Téméraire de Maurice Garçot (Berger levrault, 1961).
- Le Diable Amoureux de Jacques Cazotte (Cercle Grolier, 1968)[10]

### Conservation des œuvres
- Bibliothèque municipale de Nancy[4]
- Musée d'Art moderne de Paris[11]